# Liste des accidents ferroviaires en France dans les années 1830
La liste des accidents ferroviaires en France dans les années 1830 est une liste non exhaustive, chronologique par années.

## 1833
- 24 novembre 1833 - Sur la ligne nouvellement ouverte d'Andrézieux à Roanne[1] de la compagnie du chemin de fer de la Loire, lors d'essais effectués après une avarie de la machine à vapeur tractant les wagons sur le plan incliné de Neulise, seize wagons dévalent la pente et déraillent dans une courbe. Des quatre agents chargés de les freiner, un est tué[2], les trois autres sont blessés[3].

## 1834
- 21 juin 1834 - Sur la ligne d'Andrézieux à Roanne de la compagnie du chemin de fer de la Loire : la roue d'une diligence descendant le plan incliné de Neulise se brise et son garde-freins ne parvient pas à lui éviter de dévaler la pente. Ce premier accident mortel d'un convoi de voyageurs fait deux morts et quatre blessés[4].

## 1835
- 5 juillet 1835 - Sur la ligne d'Andrézieux à Roanne de la compagnie du chemin de fer de la Loire, en violation du règlement, le conducteur d'un wagon décide de le lancer dans la descente du plan incliné de Neulise sans attendre qu'un véhicule remontant soit accroché en sens inverse pour faire contrepoids. À la suite d'une rupture de roue ou de frein, le wagon quitte les rails. Une femme embarquée comme passagère est tuée, le conducteur et son fils sont blessés. Le journal L'Écho de la Loire commente ainsi l'accident : « nous verrions avec plaisir l'administration du Chemin de fer prendre la résolution de changer la direction de viabilité du plan incliné de Neulise, témoin déjà trop souvent d’accidents fréquents »[5].

## 1836
- 11 octobre 1836 - Sur le chemin de fer de Saint-Étienne à Lyon, près de la station de Givors, un ouvrier travaillant à libérer la voie pour le passage d'un convoi glisse sur le rail et est décapité par les wagons qui lui passent sur le corps[6].
- 13 novembre 1836 - Sur la ligne d'Andrézieux à Roanne[1], vers 23 heures, à Balbigny, des mariniers tentent de prendre place malgré l'interdiction sur un convoi vide en partance. L'un d'eux, ivre, tombe entre deux wagons et est sectionné par les roues[7].

## 1837
- 15 janvier 1837 - Sur le chemin de fer de Saint-Étienne à Lyon, près de la mine du Gagne-Petit, à Terrenoire, un homme en état d'ivresse glisse et tombe sur la glace en tentant de pousser un convoi de wagonnets, qui lui broient les jambes. Il meurt peu après[8].